# Herb Zawadzkiego
Herb Zawadzkiego – jeden z symboli miasta Zawadzkie i gminy Zawadzkie w postaci herbu.

## Wygląd i symbolika

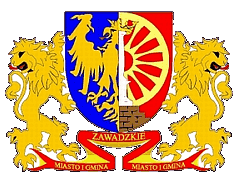
Herb Wielki Zawadzkiego

Herb przedstawia na tarczy dwudzielnej w słup typu późnogotyckiego – w polu prawym, błękitnym, śląski półorzeł złoty, w polu lewym, czerwonym połowa srebrnej kolumny, zwieńczonej koroną, na podmurowaniu, w tle złote (mosiężne) koło zamachowe.

## Historia
Złoty orzeł w polu błękitnym to orzeł Piastów śląskich, wzór ukazany w herbie Zawadzkiego pochodzi XIV-wiecznego wizerunku umieszczonego w zworniku sklepienia sali dawnego ratusza w Opolu.
Srebrna, koronowana kolumna na podmurówce to herb rodowy Colonnów, wywodzących się z Tyrolu. Colonnowie kładli podwaliny pod rozwój hutnictwa na terenie księstwa opolsko-raciborskiego. Ostatni z rodu, hrabia Filip Colonna, osiadł w Kielczy, na terenie obecnie należącym do gminy Zawadzkie. Po wygaśnięciu rodu majątek przypadł głównie Andrzejowi Renardowi, który wraz z Franciszkiem Zawadzkim założył hutę, zwaną Zawadzkiwerk. Mosiężne koło zamachowe o stylistyce nawiązującej do XIX wieku jest w herbie symbolem tego zakładu, który dał początek miastu.
W wersji zwanej Herbem Wielkim występują dwa złote lwy jako trzymacze oraz czerwona wstęga ze złotym napisem ZAWADZKIE MIASTO I GMINA.
W 1985 Rada Narodowa Miasta i Gminy Zawadzkie ustanowiła herb, który przedstawiał złotego piastowskiego półorła złączonego z połową złotego koła zębatego, w polu zielonym. Zieleń w herbie miała nawiązywać do okolicznych pól i lasów. Herb obowiązywał do 1998.